# Kyushu Q1W
Le Kyushu Q1W est un avion militaire de la Seconde Guerre mondiale construit au Japon, mis en service en janvier 1945.